# ولکا لهتا
ولکا لهتا (به لاتین: Velká Lhota) یک ناحیه در جمهوری چک است که در Vsetín District واقع شده‌است.

## خصوصیات
ولکا لهتا ۹٫۳۲ کیلومترمربع مساحت و ۴۰۶ نفر جمعیت دارد و ۵۴۰ متر بالاتر از سطح دریا واقع شده‌است.